# Saint-Ouen-sur-Seine
Saint-Ouen-sur-Seine és un municipi francès, situat al departament de Sena Saint-Denis i a la regió de Illa de França. L'any 2007 tenia 43.954 habitants.
Forma part del cantó de Saint-Ouen i del districte de Saint-Denis. I des del 2016, de la divisió Plaine Commune de la Metròpoli del Gran París.

## Demografia

### Població
El 2007 la població de fet de Saint-Ouen-sur-Seine era de 43.954 persones. Hi havia 18.406 famílies, de les quals 8.041 eren unipersonals (4.165 homes vivint sols i 3.876 dones vivint soles), 3.072 parelles sense fills, 4.729 parelles amb fills i 2.564 famílies monoparentals amb fills.
La població ha evolucionat segons el següent gràfic:
Habitants censats

### Habitatges
El 2007 hi havia 21.205 habitatges, 19.605 eren l'habitatge principal de la família, 220 eren segones residències i 1.380 estaven desocupats. 1.281 eren cases i 18.984 eren apartaments. Dels 19.605 habitatges principals, 3.938 estaven ocupats pels seus propietaris, 15.155 estaven llogats i ocupats pels llogaters i 512 estaven cedits a títol gratuït; 3.187 tenien una cambra, 7.260 en tenien dues, 5.669 en tenien tres, 2.663 en tenien quatre i 826 en tenien cinc o més. 5.114 habitatges disposaven pel capbaix d'una plaça de pàrquing. A 7.558 habitatges hi havia un automòbil i a 1.010 n'hi havia dos o més.

### Piràmide de població
La piràmide de població per edats i sexe el 2009 era:
| Homes | Edats   | Dones |
| ----- | ------- | ----- |
| 16    | 95 o +  | 32    |
| 40    | 90 a 94 | 136   |
| 96    | 85 a 89 | 368   |
| 128   | 80 a 84 | 348   |
| 364   | 75 a 79 | 548   |
| 508   | 70 a 74 | 664   |
| 624   | 65 a 69 | 780   |
| 824   | 60 a 64 | 688   |
| 1.036 | 55 a 59 | 828   |
| 1.300 | 50 a 54 | 1.108 |
| 1.516 | 45 a 49 | 1.512 |
| 1.496 | 40 a 44 | 1.540 |
| 1.740 | 35 a 39 | 1.772 |
| 1.664 | 30 a 34 | 1.704 |
| 1.632 | 25 a 29 | 1.796 |
| 1.569 | 20 a 24 | 1.530 |
| 1.358 | 15 a 19 | 1.264 |
| 1.170 | 10 a 14 | 1.216 |
| 1.216 | 5 a 9   | 1.176 |
| 1.252 | 0 a 4   | 1.240 |

## Economia

### Salaris i ocupació
El 2007 el salari net horari mitjà era 11,7 €/h en el cas dels alts càrrecs era de 20,9 €/h
(21,9 €/h els homes i 19,1 €/h les dones), el dels professionals intermedis 12,9 €/h (13,2 €/
h els homes i 12,7 les dones), el dels empleats 9,4 €/h (9,4 €/h els homes i 9,6 €/h les
dones) i el dels obrers 9,5 €/h (9,9 €/h els homes i 8,7 €/h les dones).
El 2007 la població en edat de treballar era de 31.021 persones, 22.455 eren actives i 8.566 eren inactives. De les 22.455 persones actives 18.376 estaven ocupades (9.836 homes i 8.540 dones) i 4.080 estaven aturades (2.236 homes i 1.844 dones). De les 8.566 persones inactives 1.283 estaven jubilades, 3.335 estaven estudiant i 3.948 estaven classificades com a «altres inactius».

### Ingressos
El 2009 a Saint-Ouen hi havia 18.937 unitats fiscals que integraven 45.628,5 persones, la mediana anual d'ingressos fiscals per persona era de 13.861 €.

### Activitats econòmiques
Dels 4.582 establiments que hi havia el 2007, 54 eren d'empreses extractives, 35 d'empreses alimentàries, 1 d'una empresa de coc i refinatge, 17 d'empreses de fabricació de material elèctric, 6 d'empreses de fabricació d'elements pel transport, 115 d'empreses de fabricació d'altres productes industrials, 383 d'empreses de construcció, 2.144 d'empreses de comerç i reparació d'automòbils, 175 d'empreses de transport, 306 d'empreses d'hostatgeria i restauració, 207 d'empreses d'informació i comunicació, 129 d'empreses financeres, 206 d'empreses immobiliàries, 498 d'empreses de serveis, 152 d'entitats de l'administració pública i 154 d'empreses classificades com a «altres activitats de serveis».
Dels 716 establiments de servei als particulars que hi havia el 2009, 2 eren oficines d'administració d'Hisenda pública, 2 oficines del servei públic d'ocupació, 4 oficines de correu, 20 oficines bancàries, 9 funeràries, 43 tallers de reparació d'automòbils i de material agrícola, 2 tallers d'inspecció tècnica de vehicles, 5 establiments de lloguer de cotxes, 4 autoescoles, 47 paletes, 90 guixaires pintors, 27 fusteries, 41 lampisteries, 45 electricistes, 79 empreses de construcció, 26 perruqueries, 3 veterinaris, 6 agències de treball temporal, 218 restaurants, 25 agències immobiliàries, 13 tintoreries i 5 salons de bellesa.
Dels 350 establiments comercials que hi havia el 2009, 4 eren supermercats, 2 grans superfícies de material de bricolatge, 31 botiges de menys de 120 m², 31 fleques, 9 carnisseries, 2 peixateries, 17 llibreries, 134 botigues de roba, 36 botigues d'equipament de la llar, 18 sabateries, 11 botigues d'electrodomèstics, 13 botigues de mobles, 11 botigues de material esportiu, 4 botigues de material de revestiment de parets i terra, 7 drogueries, 7 perfumeries, 5 joieries i 8 floristeries.

## Equipaments sanitaris i escolars
El 2009 hi havia 1 hospital de tractaments de curta durada, 1 hospital de tractaments de mitja durada (seguiment i rehabilitació, 1 psiquiàtric, 4 centres de salut, 15 farmàcies i 3 ambulàncies.
El 2009 hi havia 8 escoles maternals i 10 escoles elementals. A Saint-Ouen hi havia 3 col·legis d'educació secundària i 2 liceus d'ensenyament general. Als col·legis d'educació secundària hi havia 1.632 alumnes i als liceus d'ensenyament general 1.959. Disposava d'una escola d'enginyers.

## Poblacions properes
El següent diagrama mostra les poblacions més properes.